# Sociedad Gabriela Mistral
Sociedad Gabriela Mistral (Gabriela Mistral Society) var en kvinnoförening i Guatemala, grundad 1925. Den var vid sidan av Graciela Quans Guatemalan Feminine Pro-Citizenship Union en av de mest betydande kvinnoföreningar som verkade för införande av rösträtt för kvinnor i Guatemala. 

## Historik
Frågan om rösträtt för kvinnor drevs initialt av arbetarrörelsen i Guatemala.  År 1920 enades Guatemala, El Salvador och Honduras i den Centralamerikanska Federationen, vars konstitution godkände villkorlig rösträtt för kvinnor 9 september 1921; men denna kunde inte införas, då den Centralamerikanska Federationen därefter upphörde och dess konstitution därmed inte var giltig.
Föreningen grundades av en kvinna som nekats rätten att studera på universitet, och fick sitt namn efter Gabriela Mistral. Den bildades initialt för att kampanja för kvinnors rätt till högre utbildning, specifikt rätten att studera på universitetet, en kampanj den lyckades med. Den adresserade sedan andra frågor om kvinnors jämlikhet, först utbildningsmässiga och därefter yrkesmässiga och så småningom även politiska. 